# Carl von Hoeltzke
Carl von Hoeltzke (* 15. September 1826 in Göttingen; † 20. Mai 1910 in Wiesbaden) war ein deutscher Diplomat in russischen Diensten.

## Leben
Hoeltzkes Eltern waren Johann Heinrich Christoph von Hoeltzke und dessen Frau Marie Caroline Henriette geb. Römhild. Seit dem 26. April 1868 war er verheiratet mit Marie geb. Wesselhöft (1848–? [mindestens 1922]).
Durch einen Onkel mütterlicherseits kam er 1833 nach Sankt Petersburg und besuchte von 1835 bis 1843 die örtliche Petrischule und anschließend die Universität Sankt Petersburg. 1848 trat er in den auswärtigen Dienst des Zarenreiches, ab April 1864 als Gesandtschaftssekretär bei den drei freien Hansestädten und Exequatur (Generalkonsul) in Hamburg. Im März 1874 übernahm er ebendort den Posten des Missionschefs, erst im Rang eines Geschäftsträgers, dann ab Dezember 1876 im Rang eines Ministerresidenten. Im Mai 1880 wurde er auf den Gesandtschaftsposten am großherzoglich-hessischen Hof zu Darmstadt versetzt, im August 1882 an den großherzoglich-sächsischen Hof zu Weimar.
Von 1897 bis 1908 wieder direkt dem Außenministerium unterstellt, fungierte er u. a. als russischer Sondergesandter in Ägypten und Rom. Ab 1908 im Ruhestand, starb Carl von Hoeltzke 1910 in Wiesbaden, und wurde auf dem Nienstedtener Friedhof in Hamburg bestattet.